# ガーナの大統領
ガーナの大統領（ガーナのだいとうりょう、英語: President of the Republic of Ghana）は、西アフリカのガーナ共和国の元首で政府の長たる大統領である。

## 概要
ガーナ共和国は1957年に独立したが、1960年まではイギリスの国王を元首とする英連邦王国であった。ここでは、英連邦王国から脱し、共和制を敷いて大統領を国家元首と定めた1960年7月1日からの大統領を記す。
軍事政権の長が国家元首を兼ねた期間があるが、それもまとめて一覧に記した。

## 選出規定
1992年公布の現行憲法によれば、大統領は国民の直接選挙により選出され、任期は4年。3選は禁止されている。大統領候補は40歳以上のガーナ国民（候補者自身がガーナ生まれ、もしくは候補者の両親がガーナ生まれ）でなければならない。また大統領候補は副大統領候補も指名し、選挙戦は正副大統領候補がセットで戦う。

## 権限
ガーナは大統領制の共和国であり、大統領は国家元首であると同時に行政府の長も兼ねる。閣僚（首相職なし）の指名権を持つが、指名後に国会の承認が必要である。軍の最高指揮権や国際条約の執行権、恩赦権、場合によっては国家緊急権なども行使する。
大統領の下には国家評議会が存在し、大統領に対する諮問機関として機能している。

## 元首の一覧
| 代                     | 大統領                                            | 大統領                 | 所属政党               | 期                           | 在任期間                       | 在任期間                    | 備考                                        |
| 第一共和政 (1960-1966) | 第一共和政 (1960-1966)                            | 第一共和政 (1960-1966) | 第一共和政 (1960-1966) | 第一共和政 (1960-1966)       | 第一共和政 (1960-1966)         | 第一共和政 (1960-1966)      | 第一共和政 (1960-1966)                      |
| ---------------------- | ------------------------------------------------- | ---------------------- | ---------------------- | ---------------------------- | ------------------------------ | --------------------------- | ------------------------------------------- |
| 001                    | クワメ・エンクルマ Kwame Nkrumah                  |                        | 会議人民党 （CPP）     | 1                            | 1960年7月1日 - 1966年2月24日   | 5年 + 238日                 | 任期満了前に解任                            |
| 軍事政権 (1966-1969)   |                                                   |                        |                        |                              |                                |                             |                                             |
| 002                    | ジョセフ・アンクラ Joseph Ankrah                  |                        | 無所属 （軍人）        | －                           | 1966年2月24日 - 1969年4月2日   | 3年 + 37日                  | 元首 （国家解放評議会議長）                 |
| 003                    | アクワシ・アフリファ Akwasi Afrifa                |                        | 無所属 （軍人）        | －                           | 1969年4月2日 - 1969年9月3日    | 154日                       | 元首 （国家解放評議会議長）                 |
| 第二共和政 (1969-1972) |                                                   |                        |                        |                              |                                |                             |                                             |
| 0(3)                   | アクワシ・アフリファ Akwasi Afrifa                |                        | 無所属 （軍人）        | －                           | 1969年9月3日 - 1970年8月7日    | 338日                       | 元首 （大統領委員会委員長）                 |
| 0－                    | ニイ・アマア・オレンヌ Nii Amaa Ollennu           |                        | 無所属                 | －                           | 1970年8月7日 - 1970年8月31日   | 24日                        | 元首代行 （共和国議会議長）                 |
| 004                    | エドワード・アクフォ＝アド Edward Akufo-Addo      |                        | 無所属                 | 2                            | 1970年8月31日 - 1972年1月13日  | 1年 + 135日                 | 元首 （大統領委員会委員長）任期満了前に解任 |
| 軍事政権 (1972-1979)   |                                                   |                        |                        |                              |                                |                             |                                             |
| 005                    | イグナティウス・アチャンポン Ignatius Acheamphong |                        | 無所属 （軍人）        | －                           | 1972年1月13日 - 1975年10月9日  | 3年 + 269日                 | 元首 （国家救済評議会議長）                 |
| 005                    | イグナティウス・アチャンポン Ignatius Acheamphong | －                     | 無所属 （軍人）        | 1975年10月9日 - 1978年7月5日 | 2年 + 269日                    | 元首 （最高軍事評議会議長） |                                             |
| 006                    | フレッド・アクフォ Fred Akuffo                    |                        | 無所属 （軍人）        | －                           | 1978年7月5日 - 1979年6月4日    | 334日                       | 元首 （最高軍事評議会議長）                 |
| 007                    | ジェリー・ローリングス Jerry Rawlings             |                        | 無所属 （軍人）        | －                           | 1979年6月4日 - 1979年9月24日   | 112日                       | 元首 （軍事革命評議会議長）                 |
| 第三共和政 (1979-1981) |                                                   |                        |                        |                              |                                |                             |                                             |
| 008                    | ヒラ・リマン Hilla Limann                         |                        | 人民国家党 （PNP）     | 3                            | 1979年9月24日 - 1981年12月31日 | 2年 + 98日                  | 任期満了前に解任                            |
| 軍事政権 (1981-1993)   |                                                   |                        |                        |                              |                                |                             |                                             |
| 00(7)                  | ジェリー・ローリングス Jerry Rawlings             |                        | 無所属 （軍人）        | －                           | 1981年12月31日 - 1993年1月7日  | 11年 + 7日                  | 元首 （暫定国防評議会議長）                 |
| 第四共和政 (1993-現在) |                                                   |                        |                        |                              |                                |                             |                                             |
| 0(7)                   | ジェリー・ローリングス Jerry Rawlings             |                        | 国民民主会議 （NDC）   | 4                            | 1993年1月7日 - 1997年1月7日    | 8年 + 0日                   |                                             |
| 0(7)                   | ジェリー・ローリングス Jerry Rawlings             | 5                      | 国民民主会議 （NDC）   | 1997年1月7日 - 2001年1月7日  |                                | 8年 + 0日                   |                                             |
| 009                    | ジョン・クフォー John Kufuor                      |                        | 新愛国党 （NPP）       | 6                            | 2001年1月7日 - 2005年1月7日    | 8年 + 0日                   |                                             |
| 009                    | ジョン・クフォー John Kufuor                      | 7                      | 新愛国党 （NPP）       | 2005年1月7日 - 2009年1月7日  |                                | 8年 + 0日                   |                                             |
| 010                    | ジョン・アッタ・ミルズ John Atta Mills            |                        | 国民民主会議 （NDC）   | 8                            | 2009年1月7日 - 2012年7月24日   | 3年 + 199日                 | 在任中に死去                                |
| 011                    | ジョン・ドラマニ・マハマ John Dramani Mahama      |                        | 国民民主会議 （NDC）   | 8                            | 2012年7月24日 - 2013年1月7日   | 4年 + 167日                 | 昇格 （副大統領）                           |
| 011                    | ジョン・ドラマニ・マハマ John Dramani Mahama      | 9                      | 国民民主会議 （NDC）   | 2013年1月7日 - 2017年1月7日  |                                | 4年 + 167日                 |                                             |
| 012                    | ナナ・アクフォ＝アド Nana Akufo-Addo              |                        | 新愛国党 （NPP）       | 10                           | 2017年1月7日 - 2021年1月7日    | 8年 + 0日                   |                                             |
| 012                    | ナナ・アクフォ＝アド Nana Akufo-Addo              | 11                     | 新愛国党 （NPP）       | 2021年1月7日 - 2025年1月7日  |                                | 8年 + 0日                   |                                             |
| 013                    | ジョン・ドラマニ・マハマ John Dramani Mahama      |                        | 国民民主会議 （NDC）   | 12                           | 2025年1月7日 - （現職）        | 159日                       |                                             |